# Pilarka łańcuchowa

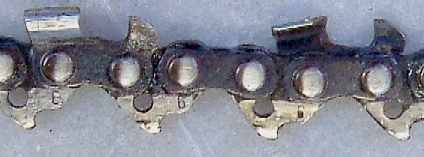
Łańcuch tnący

Pilarka łańcuchowa – przenośne urządzenie służące do pozyskiwania i obróbki drewna oraz do prac z tym związanych. Powszechnie stosowane w ratownictwie, ogrodnictwie oraz przemyśle drzewnym. Pilarka łańcuchowa składa się z dwóch podstawowych elementów: łańcucha tnącego poruszającego się wzdłuż prowadnicy oraz jednostki napędowej (silnik spalinowy lub silnik elektryczny). Specjalna konstrukcja prowadnicy oraz łańcucha, pozwala na zastosowanie pilarek do rzeźbienia w drewnie. Ponadto na rynku dostępne są pilarki łańcuchowe umożliwiające cięcie betonu oraz lodu.

## Historia
Pierwsze narzędzie przypominające pilarkę łańcuchową powstało w latach 30. XIX w. Był to osteotom, który służył do przecinania kości. Przyrząd ten skonstruował niemiecki ortopeda Bernhard Heine. Pierwsza pilarka łańcuchowa z napędem elektrycznym powstała w roku 1926. Jej wynalazcą był Andreas Stihl – założyciel funkcjonującego do teraz przedsiębiorstwa o tej samej nazwie. Pierwowzór ten ważył 48 kg, a silnik elektryczny dysponował mocą na poziomie 2,2 kW. Rok później w 1927 roku rozpoczęła się masowa produkcja pilarek łańcuchowych o napędzie spalinowym, którą zainicjował Emil Lerp – niemiecki biznesmen i inwestor.

## Budowa

### Silnik
Obecnie pilarki spalinowe napędzane są dwu- oraz czterosuwowymi silnikami spalinowymi lub silnikami elektrycznymi. W drugim przypadku energia elektryczna może pochodzić bezpośrednio z sieci elektrycznej lub akumulatora.
Silniki spalinowe wyposażone są w gaźnik o regulacji ręcznej lub elektronicznej. Regulacja ręczna wymaga manualnego dostosowania proporcji mieszanki paliwowo-powietrznej do panujących warunków pracy. Zastosowany układ elektroniczny w pilarkach łańcuchowych renomowanych producentów nie wymaga już ręcznej kalibracji. Silniki spalinowe dominują w odmianach dwusuwowych. Dzięki temu praca silnika możliwa jest w każdej pozycji, a sam silnik rozgrzewa się bardzo szybko. W nowszych konstrukcjach zastosowanie znalazły silniki czterosuwowe, a dzięki technologii STIHL 4-MIX możliwe stało się połączenie silnika czterosuwowego z zaletami silnika dwusuwowego. Silniki te smarowane są olejem z zewnątrz, który zawarty jest w mieszance paliwowo-powietrznej.
Pilarki łańcuchowe zasilane energią elektryczną dysponują mniejszą mocą w porównaniu do silników spalinowych. Nie generują jednak spalin, a z racji mniejszej wagi, wymagają użycia mniejszej siły podczas operowania. Na rynku dostępne są również egzemplarze zasilane energią elektryczną pochodzącą z akumulatora. Zaletą tego rozwiązania jest pełna mobilność urządzenia, a konstrukcja nowoczesnych akumulatorów pozwala na wydłużony czas pracy.

### Mechanizm napędowy
Moc silnika przekazywana jest na łańcuch, najczęściej za pomocą sprzęgła odśrodkowego i koła łańcuchowego. Zastosowanie sprzęgła odśrodkowego ma 3 istotne zalety:
- łańcuch nie porusza się podczas pracy silnika na wolnych obrotach,
- w przypadku zakleszczenia łańcucha lub jego nagłego zatrzymania, sprzęgło zabezpiecza silnik przed uszkodzeniem,
- chroni użytkownika przed tzw. efektem odbicia pilarki (załączona blokada łańcucha automatycznie rozłącza napęd silnika).

### Mechanizm napinający
Umożliwia właściwe napięcie łańcucha na prowadnicy. Regulacji napięcia dokonuje się najczęściej za pomocą specjalnej śruby. Ponadto niektóre pilarki umożliwiają zmianę napięcia łańcucha bez konieczności stosowania dodatkowych narzędzi. Prawidłowo napięty łańcuch nie powinien zwisać w dolnej części prowadnicy i powinien w całości do niej przylegać.

### Prowadnica
Stanowi podstawowy element pilarki łańcuchowej i na niej opiera się łańcuch tnący. Długość prowadnicy jest kluczowym parametrem, który determinuje maksymalną głębokość cięcia.

### Łańcuch tnący
Łańcuch zbudowany jest z pojedynczych segmentów, połączonych ze sobą za pomocą nitów. Najważniejsze cechy łańcucha tnącego to podziałka, grubość oraz liczba ogniw prowadzących. Wyróżnia się również kilka profili zębów tnących: pełne dłuto, półdłuto oraz ścięte dłuto.

## Konserwacja
Silniki dwusuwowe wymagają smarowania z zewnątrz. Z tego powodu należy pamiętać o stosowaniu właściwej mieszanki benzyny z olejem, najczęściej w proporcji 1:50. Należy bezwzględnie pamiętać o smarowaniu łańcucha tnącego, łożyska bębna sprzęgła oraz koła zębatego w końcówce prowadnicy. Niewystarczające smarowanie łańcucha może doprowadzić do jego zakleszczenia. Jeżeli pilarka łańcuchowa ma pozostać nieużywana przez dłuższy czas, należy opróżnić ją z resztek paliwa oraz oleju. Pilarki łańcuchowe z silnikami spalinowymi wyposażone są w filtr powietrza – należy go regularnie czyścić. Bardzo istotne jest właściwe naciągnięcie łańcucha tnącego. Kontrolę napięcia należy przeprowadzać przed rozpoczęciem pracy i, jeśli to możliwe, również w jej trakcie. Zbyt luźny łańcuch może doprowadzić do uszkodzenia napędu tnącego lub zwyczajnie pęknąć.

## Zastosowanie

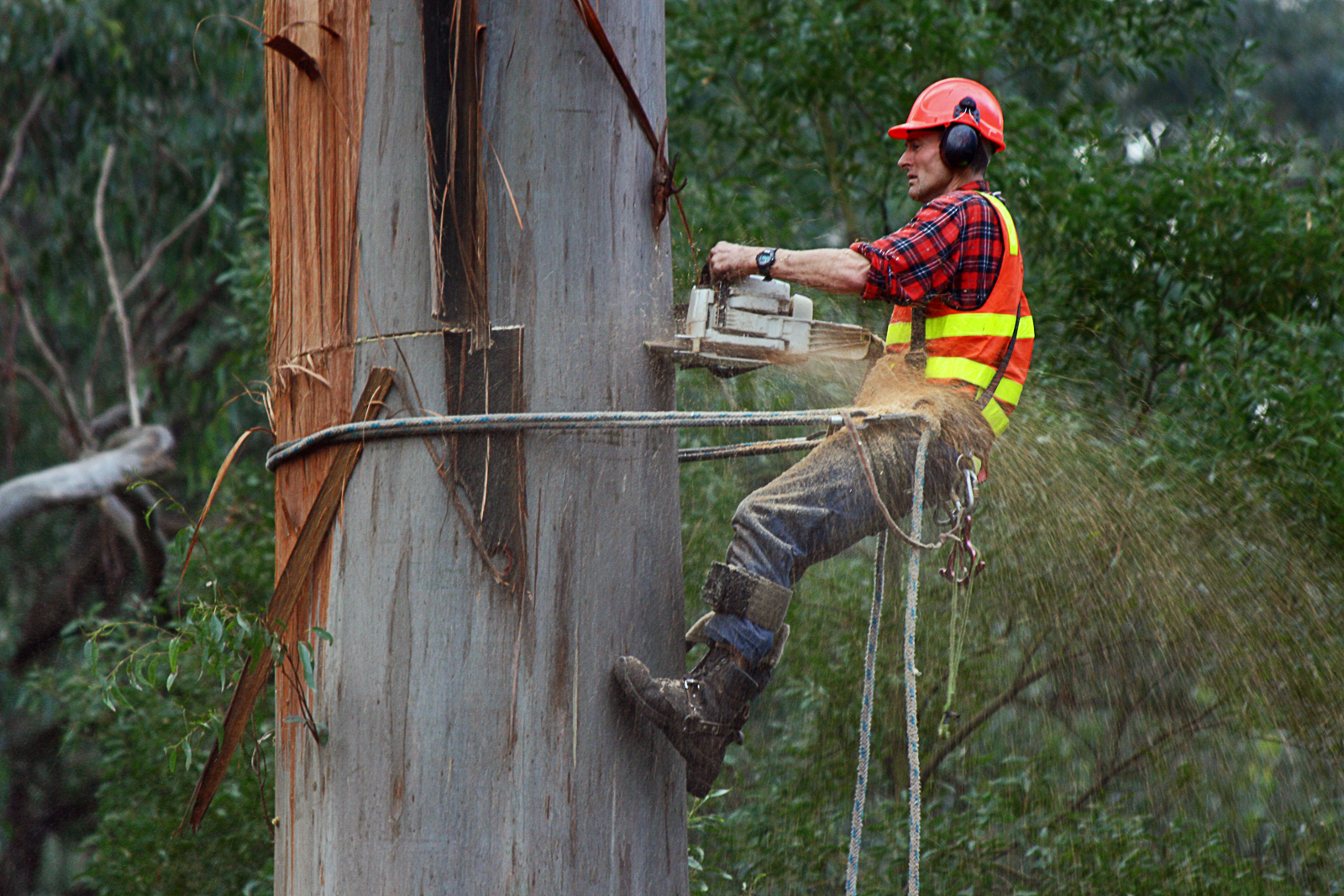
Ścinanie drzewa przez arborystę
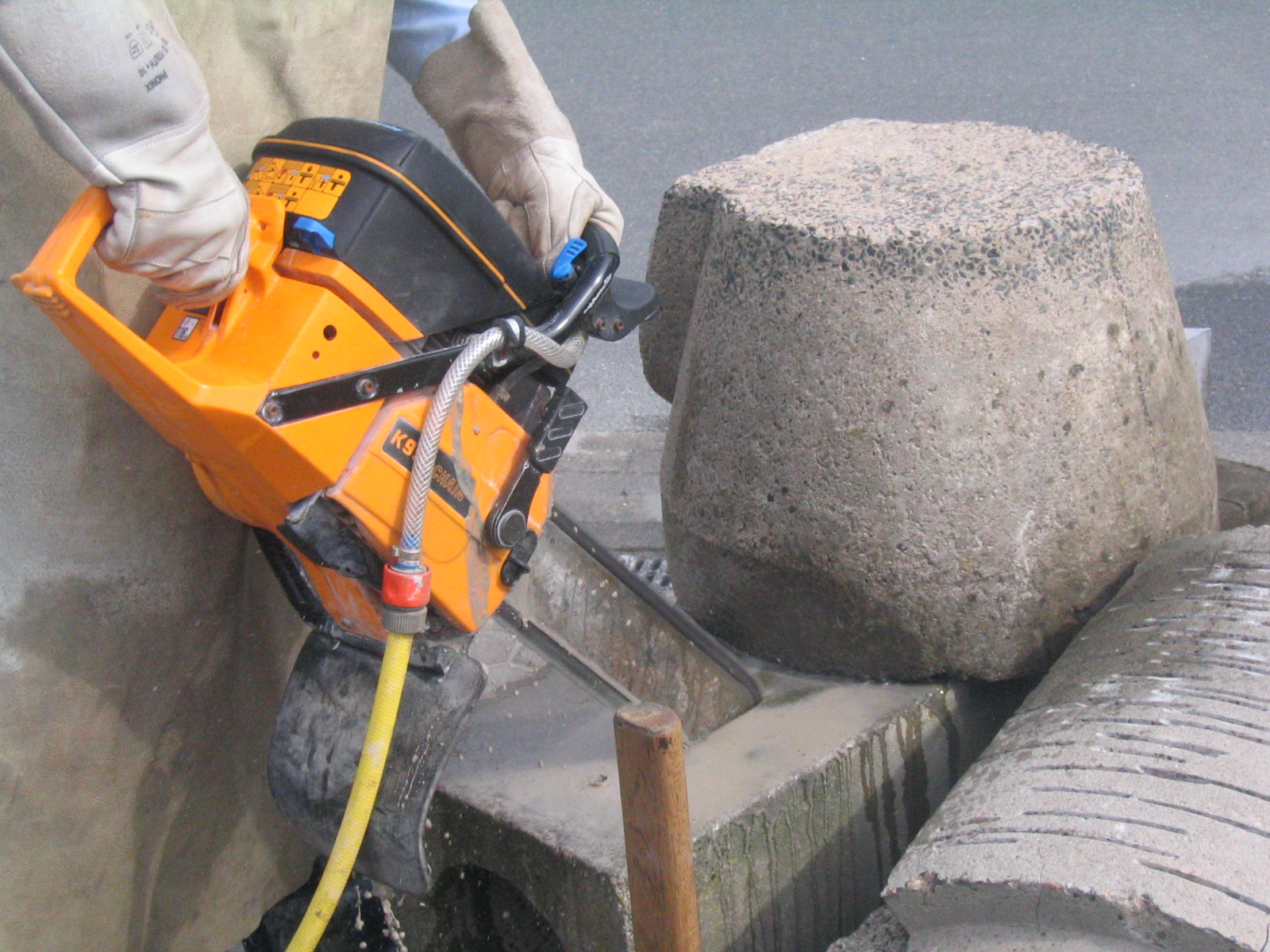
Cięcie betonu
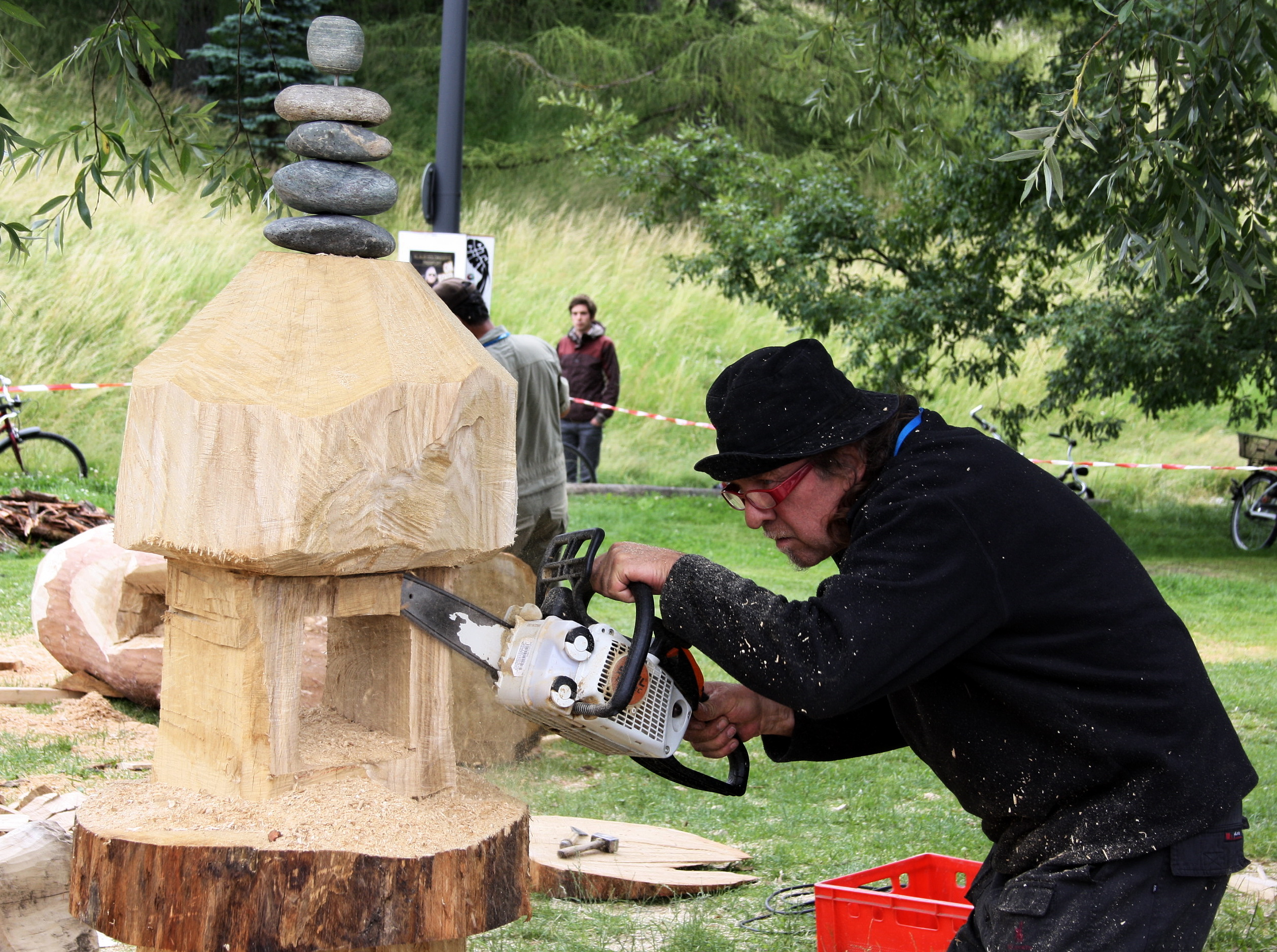
Rzeźbienie